# Craig Kingsbury
Craig Johnstone Kingsbury (10 de octubre de 1912 – 30 de agosto de 2002) fue un pescador experimentado de Martha’s Vineyard y un actor reconocido por la película Jaws y el documental E! True Hollywood Story.

## Biografía
Craig Kingsbury nació en South Orange, en Nueva Jersey, pero se mudó años más tarde a Martha's Vineyard. En 1973 realizó el casting para el papel de Ben Gardner en la exitosa película Tiburón.
En la película Tiburón ayudó enseñándole al actor y dramaturgo Robert Shaw cómo hablar como un profundo capitán malhumorado. En algunas entrevistas, Robert Shaw especuló que los isleños eran personas innatas, antes de conocer al atrevido de Kingsbury y el amor cómico de los locales de Martha's Vineyard. La cabeza seccionada y enyesada de Kingsbury es uno de los muchos tesoros más preciados de la película.

## Muerte
El 30 de agosto de 2002 Craig Kingsbury falleció por causas naturales a los 89 años edad en el Centro de Medicina y Rehabilitación en Oak Bluffs, Massachusetts.

### Conmemoraciones
En el tercer episodio de la tercera temporada de la serie de televisión The Walking Dead, Camina conmigo, en las peceras que observa el Gobernador se puede apreciar la cabeza enyesada y seccionada de Ben Gardner, en honor al actor.

## Filmografía

### Películas
| Cine | Cine     | Cine        | Cine |
| Año  | Película | Papel       |      |
| ---- | -------- | ----------- | ---- |
| 1975 | Tiburón  | Ben Gardner |      |

### Documentales
| Documentales | Documentales            | Documentales | Documentales |
| Año          | Documental              | Papel        |              |
| ------------ | ----------------------- | ------------ | ------------ |
| 2002         | E! True Hollywood Story | Él mismo     |              |